# هاردل
هاردل (به لاتین: Hurdal) یک شهرداری در نروژ است که در آکرشوس واقع شده‌است. هاردل ۲۸۵ کیلومتر مربع مساحت و ۲٬۶۷۹ نفر جمعیت دارد.